# Hans Lindemann (Kaufmann)
Wilhelm Friedrich Hans Lindemann (* 20. April 1896 in Hamburg; † 25. Februar 1966 ebenda) war ein deutscher Kaufmann, Präsident des Gauarbeitsamtes Hamburg, danach Leiter des Landesarbeitsamtes Nordmark sowie Reichstreuhänder der Arbeit. Er war außerdem Ratsherr in Hamburg und bis 1937 Kreisleiter der NSDAP im Gau Hamburg.

## Leben und Wirken
Er war der Sohn des Eisenbahnexpeditionsassistenten Johannes Lindemann und kam im Hamburger Stadtteil Billwerder zur Welt. Nach dem Schulbesuch schlug er zunächst eine Ausbildung zum Kaufmann ein. Zum 1. Dezember 1930 trat er der NSDAP bei (Mitgliedsnummer 402.369). Nach der Machtergreifung der NSDAP 1933 wurde er als Kreisleiter dieser Partei im Kreis Uhlenhorst und dem späteren Kreis Uhlenhorst-Hohenfelde im juristischen Staatsdienst in Hamburg untergebracht und zum Verwaltungsdirektor an den Hamburger Strafanstalten ernannt. Als „Kämpfer für die Bewegung“ wurde er im August 1934 dem Reichsarbeitsministerium vorgeschlagen. Er wurde daraufhin trotz fehlender personalpolitischer und verwaltungstechnischer Kenntnisse zunächst kommissarisch und ab Mai 1935 endgültig durch Adolf Hitler zum Reichsbeamten im Rang eines Oberregierungsrates und Leiter der Arbeitsamtes Hamburg ernannt. Später stieg er zum Leiter des Landesarbeitsamtes der Nordmark und Reichstreuhänder der Arbeit auf. Als solcher war er u. a. verantwortlich für den Einsatz ausländischer Zwangsarbeiter und Kriegsgefangener.
Von 1932 bis 1933 war er für die NSDAP Fraktionsmitglied der Bürgerschaft der Freien und Hansestadt Hamburg und war danach mindestens bis 1938 Ratsherr. Bis zur endgültigen Auflösung Anfang November 1937 war er NSDAP-Kreisleiter des Kreises Uhlenhorst-Hohenfelde, dessen Ortsgruppen in den Kreis V im Gau Hamburg eingegliedert wurden. Im Mai 1938 wurde er zum Beirat des Reichsstatthalters Karl Kaufmann in Schulfragen ernannt.
Während der Zeit des Nationalsozialismus gehörte einen informellen „Nazi-Club“ an. Diesem gehörten führende Persönlichkeiten aus Wirtschaft, Verwaltung, Presse und politischer Führung an. Dort wurden politische Themen besprochen, aber auch Absprachen über Postenverteilungen und Gefälligkeiten getroffen.
Nach dem Zweiten Weltkrieg wurde er entnazifiziert. Er starb 1966 im Hamburger Stadtteil Fuhlsbüttel.